# (2142) Landau
(2142) Landau est un astéroïde de la ceinture principale.

## Description
(2142) Landau est un astéroïde de la ceinture principale. Il fut découvert le 3 avril 1972 à Nauchnyj par Lioudmila Tchernykh. Il présente une orbite caractérisée par un demi-grand axe de 3,16 UA, une excentricité de 0,12 et une inclinaison de 0,7° par rapport à l'écliptique.

## Étymologie
Cet astéroïde est nommé en l'honneur de Lev Landau.

## Compléments